# Bitwa morska pod Alalią
Bitwa morska pod Alalią – starcie zbrojne między flotą fokajską a sprzymierzonymi siłami kartagińsko-etruskimi, które nastąpiło około 540 roku p.n.e. Doprowadziło ono do wyparcia Fokajczyków z Morza Tyrreńskiego i osiągnięcia przez Kartaginę hegemonii nad zachodnią częścią basenu Morza Śródziemnego.

## Podłoże bitwy
W I połowie I tysiąclecia p.n.e. w zachodniej części Morza Śródziemnego dominowali Fenicjanie, którzy skolonizowali m.in. wybrzeża północno-zachodniej Afryki, zakładając Kartaginę, oraz Etruskowie (nazywani przez Greków Tyrreńczykami), którzy kontrolowali Morze Tyrreńskie i Adriatyk. Ich hegemonii zagroziła wielka kolonizacja grecka, w wyniku której Hellenowie założyli w VIII-VII w. p.n.e. szereg kolonii w południowej Italii i na Sycylii (tzw. Wielka Grecja). Ponadto w VI w. p.n.e. Fokajczycy (Grecy z Fokai w zachodniej Anatolii) skolonizowali wybrzeża Morza Śródziemnego od wschodniej części Półwyspu Iberyjskiego po Ligurię (najznaczniejszym spośród utworzonych przez nich miast była Massalia), a także założyli około roku 565 p.n.e. Alalię (dzis. Aléria) na Korsyce. W obliczu zagrożenia kartagińsko-etruskiego monopolu handlowego (przede wszystkim rudami miedzi, cyny i srebra z Hiszpanii i Kornwalii) doszło do zawiązania sojuszu pomiędzy tymi ludami przeciwko Grekom.
W roku 546 p.n.e. Persowie zajęli Azję Mniejszą, w wyniku czego pod ich kontrolą znalazła się również Fokaja. Część mieszkańców tego miasta opuściła je i przypłynęła do Alalii. Bezpośrednią przyczyną bitwy prawdopodobnie była obawa Kartagińczyków o przecięcie przez rosnących w siłę Fokajczyków ważnych szlaków komunikacyjno-handlowych oraz możliwość osiedlenia się przez nich na Sardynii, w związku z czym zapewne to oni poprosili o wsparcie antygreckiej akcji Etrusków, którzy z kolei mogli czuć się zaniepokojeni faktem umacniania się Fokajczyków na Korscyce. Herodot z Halikarnasu podaje, że nim doszło do bitwy pod Alalią, fokajscy uchodźcy przebywali na Korsyce wraz z pierwotnymi kolonizatorami przez 5 lat, w związku z czym do starcia doszło najprawdopodobniej ok. 540 r. p.n.e..

## Przebieg bitwy

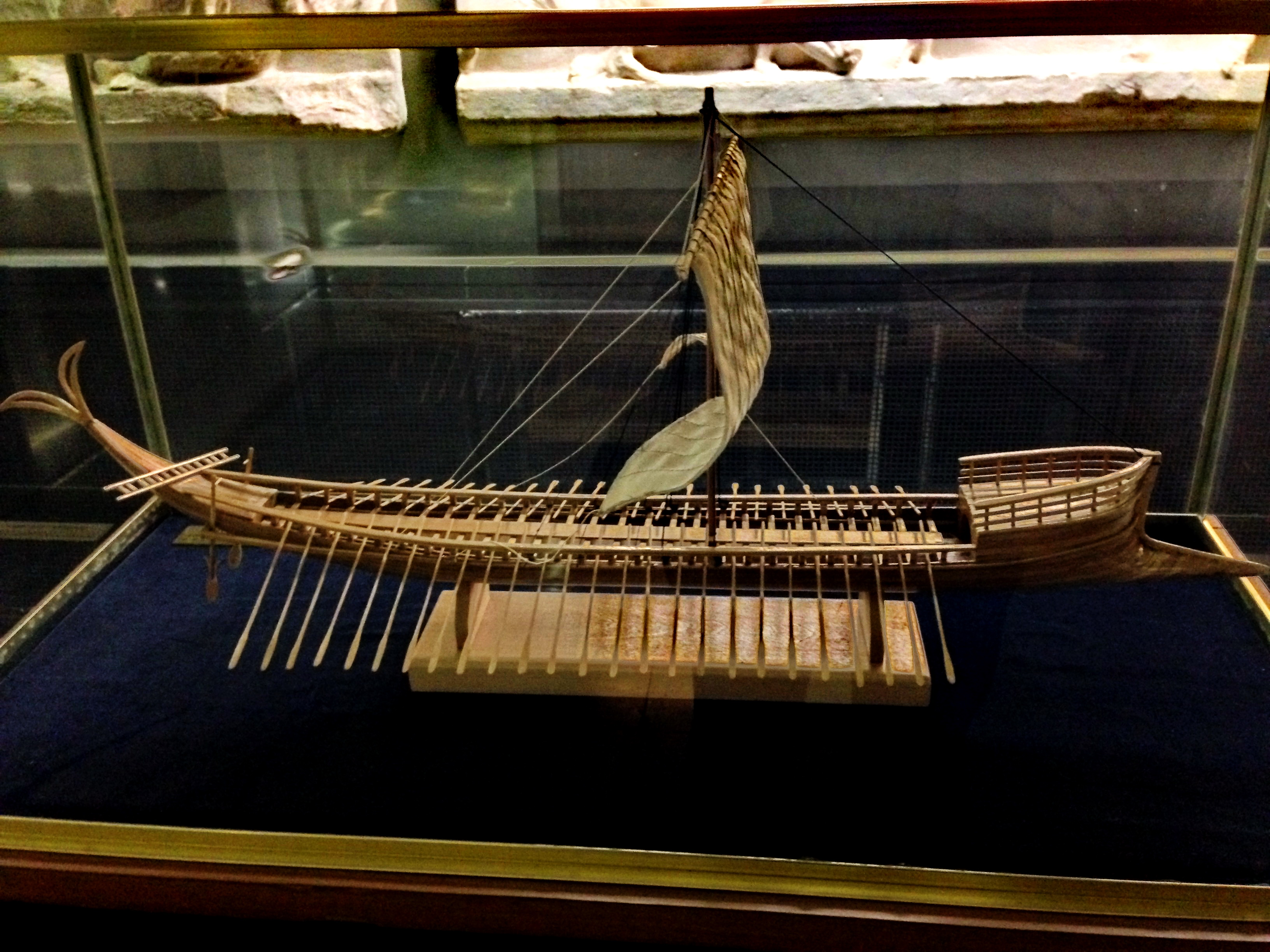
Replika pentekontery (Muzeum Wojny w Atenach)

Do bitwy doszło najprawdopodobniej u wschodnich wybrzeży Sardynii. Herodot podaje, że Etruskowie i Kartagińczycy wystawili po 60 okrętów, które starły się z flotą fokajską, również liczącą 60 jednostek. Obydwie strony wykorzystywały pentekontery (pięćdziesięciowiosłowce), które były w owym okresie najbardziej rozpowszechnionym rodzajem okrętu wojennego. Herodot nie relacjonuje przebiegu bitwy, ograniczając się do stwierdzenia, że Fokajczycy odnieśli „kadmejskie zwycięstwo” nad sprzymierzonymi, które zostało okupione niemal całkowitą zagładą ich floty – 40 okrętów poszło na dno, a pozostałe utraciły swoje dzioby (służące do taranowania przeciwnika), w związku z czym nie nadawały się do dalszej walki. Po zakończonej bitwie Hellenowie powrócili do Alalii. Historycy rozbieżnie oceniają wynik tego starcia; część z nich (m.in. N.G.L. Hammond) przyjmuje wersję Herodota, stwierdzając że bitwę wygrali Fokajczycy, inni oceniają, że zwycięstwo przypadło Etruskom i Kartagińczykom. Dylemat ten prawdopodobnie wynika z odmiennych kryteriów zwycięstwa przyjmowanych przez Greków i Kartagińczyków. Według tych pierwszych o sukcesie miało świadczyć utrzymanie pola bitwy, a w opinii drugich istotniejsze mogły być zadane straty. W sytuacji, jeśli w pierwszej fazie bitwy sojusznicy zatopili lub zdobyli większość okrętów Fokajczyków, ale potem zrezygnowali z ataku na pozostałe okręty Greków i wycofali się, to każda ze stron mogła uważać się za zwycięską (sojusznicy, bo zadali większe straty niż ponieśli; Fokajczycy, bo pozostali na polu bitwy). Przeciwko hipotezie o utrzymaniu pola bitwy przez flotę grecką może wszakże świadczyć relacja Herodota o wzięciu do niewoli fokajskich rozbitków przez Kartagińczyków i Etrusków, co sugeruje pospieszny odwrót Greków; choć niewykluczone, że sprzymierzeni powrócili na miejsce starcia już po wycofaniu się z niego przeciwnika. Nie wiadomo, jakie straty poniosła flota kartagińsko-etruska, lecz zważywszy na to, że pozwoliła ona powrócić Fokajczykom do Alalii i nie zaatakowała tego miasta, również mogły być znaczące.

## Konsekwencje starcia
Herodot podaje, że greccy jeńcy pojmani przez Agyllejczyków (tj. mieszkańców etruskiego Caere) zostali przez nich ukamienowani. Ze względu na poniesione w bitwie straty Fokajczycy nie byli w stanie kontynuować walki przeciwko Kartagińczykom i Etruskom, dla których wystawienie kolejnej floty nie stanowiło problemu. Z tego względu Grecy podjęli decyzję o opuszczeniu Alalii wraz z rodzinami oraz dobytkiem i po krótkim pobycie w Regionie założyli Eleę w południowo-zachodniej Italii. Opuszczoną przez Hellenów Korsykę opanowali Etruskowie. Tym samym ekspansja Fokajczyków w zachodniej części Morza Śródziemnego dobiegła końca. Kartagińczycy wraz z Etruskami podzielili strefę wpływów w tym rejonie świata w następujący sposób: Etruskom przypadła Italia od Alp do Kampanii, Kartagińczykom zaś basen Morza Śródziemnego na południowy-zachód od Wielkiej Grecji. Kartagina, która wkrótce podporządkowała sobie greckie kolonie w południowej Hiszpanii, co pozwoliło jej osiągnąć trwającą aż do I wojny punickiej dominację na zachodzie.

### Źródła starożytne
- Herodot, Dzieje, przekł. S. Hammer, Warszawa 2024. ISBN 978-83-07-03604-5

### Literatura przedmiotu
- Adamczyk H., Znaczenie bitwy pod Alalią, „Meander” 25.10, 1970, s. 454–461.  ISSN 0025-6285
- Casson, L., The Ancient Mariners, Princeton University Press 1991. ISBN 0-8154-1005-0.
- Hammond N.G.L., Dzieje Grecji, przekł. A. Świderkówna, Warszawa 1977.
- Hoffmann W., Karthagos Kampf um die Vorherrschaft im Mittelmeer [w:] Aufstieg und Niedergang der römischen Welt, Teil I, Von den Anfängen Roms bis zum Ausgang der Republik, Bd. I: Politische Geschichte, ed. H. Temporini, Berlin–New York 1972, s. 341–363. ISBN 3-11-001885-3
- Lancel S., Carthage: A History, trans. A. Nevill, Oxford–Cambridge 1995. ISBN 1-55786-468-3.
- Łoposzko T., Starożytne bitwy morskie, Gdańsk 1992. ISBN 83-215-3281-0
- Moscati S., Świat Fenicjan, przekł. M. Gawlikowski, Warszawa 1971.